# Sao lạ
Sao lạ là một ngôi sao quark làm từ vật chất quark lạ. Chúng tạo thành một nhóm nhỏ dưới thể loại sao quark.
Những ngôi sao lạ có thể tồn tại mà không liên quan đến giả định Bodmer của Witten về sự ổn định ở nhiệt độ và áp suất gần như bằng không, vì vật chất quark lạ có thể hình thành và duy trì ổn định ở lõi của các sao neutron, giống như vật chất quark thông thường có thể. Những ngôi sao kỳ lạ như vậy tự nhiên sẽ có lớp vỏ vật liệu sao neutron. Độ sâu của lớp vỏ sẽ phụ thuộc vào các điều kiện và hoàn cảnh vật lý của toàn bộ ngôi sao và vào các tính chất của vật chất quark lạ nói chung. Các ngôi sao được tạo thành một phần từ vật chất quark (bao gồm cả vật chất quark lạ) cũng được gọi là sao lai tạo (hybrid star).
Lớp vỏ sao lạ trên lý thuyết này được đề xuất là một lý do có thể đằng sau các vụ nổ radio nhanh (FRBs). Đây vẫn chỉ là lý thuyết, nhưng có bằng chứng tốt  rằng sự sụp đổ của các lớp vỏ sao lạ này có thể là khởi đầu của một vụ nổ này.
Đối với lớp vỏ nói trên sụp đổ từ một ngôi sao lạ, nó phải tích tụ vật chất từ môi trường của nó dưới một hình thức nào đó. Việc phát hành một lượng nhỏ vật chất này thậm chí còn gây ra hiệu ứng xếp tầng trên lớp vỏ của ngôi sao. Điều này được cho là dẫn đến sự giải phóng lớn năng lượng từ tính cũng như các cặp electron và positron trong các giai đoạn ban đầu của giai đoạn sụp đổ. Sự giải phóng các hạt năng lượng cao và năng lượng từ tính này trong một khoảng thời gian ngắn như vậy làm cho các cặp electron / positron mới được giải phóng được hướng về các cực của ngôi sao lạ do năng lượng từ tính tăng lên do sự tiết ra ban đầu của vật chất lạ. Khi các cặp electron/positron này được hướng đến các cực của ngôi sao, chúng sẽ bị đẩy ra với vận tốc tương đối, được đề xuất là một trong những nguyên nhân gây ra FRBs.